# Parauk
Le parauk (ou wa, autonyme, pa̤ rauk) est une langue môn-khmer parlée en Birmanie et en Chine, par environ 1 118 000 Wa.
Le parauk n'est pas la seule langue parlée par les Wa de Chine. Une partie d'entre eux parlent aussi l'awa et le vo.

## Classification interne
Le parauk est une des langues waïques qui font partie de la branche palaungique des langues môn-khmer. 

## Phonologie
Les tableaux présentent les phonèmes vocaliques et consonantiques du dialecte aishuai (艾师) du parauk parlé en Chine.

### Voyelles
|         | Antérieure  | Centrale    | Postérieure             |
| ------- | ----------- | ----------- | ----------------------- |
| Fermée  | i [i] i̤ [i̤] |             | ɯ [ɯ] ɯ̤ [ɯ̤] u [u] ṳ [ṳ] |
| Moyenne | e [e] e̤ [e̤] | ɤ [ɤ] ɤ̤ [ɤ̤] | o [o] o̤ [o̤]             |
| Ouverte | ɛ [ɛ] ɛ̤ [ɛ̤] | a [a] a̤ [a̤] | ɔ [ɔ] ɔ̤ [ɔ̤]             |

### Consonnes
|            |           | Bilabiales | Alvéolaires | Alvéolaires | Postalv.   | Dorsales | Dorsales | Glottales |
| ---------- | --------- | ---------- | ----------- | ----------- | ---------- | -------- | -------- | --------- |
| Centrales  | Latérales | Bilabiales | Palatales   | Vélaires    | Postalv.   |          |          | Glottales |
| Occlusives | Sourde    | p [p]      | t [t]       |             |            |          | k [k]    | ʔ [ʔ]     |
| Occlusives | Aspirées  | ph [pʰ]    | th [tʰ]     |             |            |          | kh [kʰ]  |           |
| Occlusives | Sonore    | b [mb]     | d [nd]      |             |            |          | g [ŋg]   |           |
| Occlusives | Son. asp. | bh [mbʰ]   | dh [ndʰ]    |             |            |          | gh [ŋgʰ] |           |
| Fricatives | sourdes   | f [f]      | s [s]       |             | ɕ [ɕ]      |          |          | h [h]     |
| Fricatives | Sonore    | v [v]      |             |             | ʑ [ʑ]      |          |          |           |
| Fricatives | Aspirées  | vh [vʰ]    |             |             | ʑh [ʑʰ]    |          |          |           |
| Affriquées | Sourdes   |            | ts [ts]     |             | tɕ [tɕ]    |          |          |           |
| Affriquées | Aspirées  |            | tsh [tsʰ]   |             | tɕh [tɕʰ]  |          |          |           |
| Affriquées | Sonore    |            |             |             | dʑ [ndʑ]   |          |          |           |
| Affriquées | Son. Asp. |            |             |             | dʑh [ndʑʰ] |          |          |           |
| Liquides   | Simples   |            | r [r]       | l [l]       |            |          |          |           |
| Liquides   | Aspirées  |            | rh [rʰ]     | lh [lʰ]     |            |          |          |           |
| Nasales    | Simples   | m [m]      | n [n]       |             |            | ɲ [ɲ]    | ŋ [ŋ]    |           |
| Nasales    | Aspirées  | mh [mʰ]    | nh [nʰ]     |             |            | ɲh [ ɲʰ] | ŋh [ŋʰ]  |           |

## Sources
- (zh) Zhou Zhizhi, Yan Qixiang, 1984, 佤语简志 - wǎyǔ jiǎnzhì, Pékin, mínzú chūbǎnshè.
- (zh) Yan Qixiang, Zhou Zhizhi, 1995, 中国孟高棉语族语言与南亚语系- Zhōngguó Mĕngāomián yŭzú yŭyányŭ nányà yŭxì, Pékin, Zhōngyāng mínzú dàxué chūbǎnshè  (ISBN 7-81001-842-6)